# علیپوردوار
علیپوردوار (به انگلیسی: Alipurduar) یک منطقهٔ مسکونی در هند است که در بنگال غربی واقع شده‌است.

## خصوصیات
علیپوردوار ۳٬۳۸۳ کیلومترمربع مساحت و ۱۲۷٬۳۴۲ نفر جمعیت دارد و ۹۳ متر بالاتر از سطح دریا واقع شده‌است.